# Ringleader of the Tormentors
Ringleader of the Tormentors es el octavo álbum de estudio de Morrissey. Fue lanzado el 3 de abril de 2006, y debutó en el primer puesto de la lista de álbumes más vendidos de Gran Bretaña y 27º en Estados Unidos. También fue el más vendido en Suecia.
El álbum tiene una "marcada diferencia" de sonido con su anterior trabajo, situación que Morrissey atribuye al nuevo guitarrista, Jesse Tobias.

## Producción y lanzamiento
La grabación del álbum comenzó a finales de agosto de 2005 en Roma, ciudad a la que Morrissey se había mudado tras vender su casa de California. La producción estuvo a cargo de Tony Visconti, conocido por trabajar con músicos como David Bowie y la banda T.Rex.
Roma fue una fuente de inspiración para las letras del álbum, y su presencia también se deja traslucir en la música, ya que Morrissey convocó al músico italiano Ennio Morricone para que condujera su orquesta en la canción "Dear God, please help me". El álbum también contó con la participación de un coro de niños italianos en tres de sus canciones. 
Aunque el guitarrista Alain Whyte había abandonado la gira de promoción del álbum anterior, You Are the Quarry, Morrissey contó con su colaboración en la grabación de Ringleader of the Tormentors, volviéndose "un contribuidor responsable de sus principales puntos destacados". Las contribuciones del nuevo guitarrista, Jesse Tobias, contribuyeron a moldear el sonido del álbum y sirvieron, también, de inspiración para Morrissey.
El primer single, "You Have Killed Me", fue lanzado el 27 de marzo de 2006 y alcanzó el tercer lugar en ventas en el Reino Unido. La letra de la canción hace varias referencias a Roma y sus habitantes, así como al director de cine Pier Paolo Pasolini, quien aunque nació en Bologna vivió y escribió sobre Roma, y a los actores Anna Magnani y Luchino Visconti, quienes participaron en películas del director.  

## Recepción

### Crítica
El álbum tuvo críticas mayormente positivas, logrando un puntaje de 75 sobre 100 en el sitio Metacritic basado en 34 críticas especializadas.

## Lista de canciones
| N.º | Título                               | Escritor(es)                | Duración |  |
| 1.  | «"I Will See You in Far-Off Places"» | Morrissey / Alain Whyte     | 4:13     |  |
| 2.  | «"Dear God Please Help Me"»          | Morrissey / Whyte           | 5:52     |  |
| 3.  | «"You Have Killed Me"»               | Morrissey / Jesse Tobias    | 3:08     |  |
| 4.  | «"The Youngest Was the Most Loved"»  | Morrissey / Tobias          | 2:59     |  |
| 5.  | «"In the Future When All's Well"»    | Morrissey / Tobias          | 3:54     |  |
| 6.  | «"The Father Who Must Be Killed"»    | Morrissey / Whyte           | 3:53     |  |
| 7.  | «"Life Is a Pigsty"»                 | Morrissey / Whyte           | 7:22     |  |
| 8.  | «"I'll Never Be Anybody's Hero Now"» | Morrissey / Whyte           | 4:14     |  |
| 9.  | «"On the Streets I Ran"»             | Morrissey / Tobias          | 3:51     |  |
| 10. | «"To Me You Are a Work of Art"»      | Morrissey / Whyte           | 4:02     |  |
| 11. | «"I Just Want to See the Boy Happy"» | Morrissey / Tobias          | 2:59     |  |
| 12. | «"At Last I Am Born"»                | Morrissey / Michael Farrell | 3:33     |  |

## Créditos
| - Morrissey - Artista principal, composición, dirección de arte - Boz Boorer - Guitarra - Matt Chamberlain - Batería - Gary Day - Bajo - Michael Farrell - Composición, teclado, órgano, percusión, piano, trombón, trompeta - Ennio Morricone - Arreglos, composición - Jesse Tobias - Composición, guitarra - Alain Whyte - Composición, guitarra, voces | - Tony Visconti - Mezcla, producción - Jennifer Ivory - Mánager de la discográfica - Emily Lazar - Masterización - Fabio Lovino - Fotografía de portada - Anthony Luis - Dirección de arte - Simone Mammucari y Davide Palmiotto - Asistencia de ingeniería - Marco Antoni Martin Origel, Saverio Schiano y Alberto Rossetto - Ingeniería - De Marco Patrignani - Ingeniería, producción |

### Coro de niños
Utilizado en "The Youngest Was the Most Loved", "The Father Who Must Be Killed" y "At Last I Am Born"
| - Rosella Ruini (directora) - Laura Adriani - Gaia e Andrea Baroni - Niccolò Centioni | - Giulia D'Andrea - Ester Diodovich - Marco Lorecchio - Charlotte Patrignani |